# Oxford
 Ovo je glavno značenje pojma Oxford. Za poznato sveučilište u ovom gradu pogledajte Sveučilište u Oxfordu.
Oxford je grad i sjedište lokalne uprave grofovije Oxfordshire, Engleska, s 134.248 stanovnika prema popisu iz 2001. godine. Oxfordsko Sveučilište je najstarije sveučilište od svih sveučilišta u zemljama u kojima se govori engleski jezik.

## Povijest
Oxford su osnovali Anglosaksonci i nazvali ga "OxenaRfoda". U pisanim dokumentima se prvi put spominje 912. godine. U 10. st. je bio značajna vojna utvrda na granici kraljevstava Mercije i Wessexa. Više puta su ga napadali Danci koji su jedno vrijeme vladali Engleskom. Grad je dobio na značenju u 12. st. za vrijeme kralja Henrika II. koji je građanima dao privilegije koje imaju samo građani prijestolnice. U gradu su osnivani važni samostani mnogih crkvenih redova (cistercita, dominikanaca, franjevaca, karmelićana i augustinaca). U 12. st. je osnovano sveučilište koje je bilo podijeljeno na tri koledža. To je najstarije englesko sveučilište. U 13. st. je često u gradu zasjedao engleski parlament. 1517. je grad pogodila epidemija koja je prepolovila broj stanovnika. 
Najpoznatija građevina izgrađena u to doba je katedrala Kristove Crkve koja je istovremeno sveučilišna crkva. Izvorno ime je bilo crkva Sv. Frideswidea, ali je 1546. ime promijenjeno. 1555. se sudilo Oxfordskim mučenicima za herezu, te su spaljeni. Godine 1678. sagrađen je muzej Ashmolean, prvi sveučilišni muzej u svijetu.
Za vrijeme Engleskog građanskog rata grad je bio pod kraljevom upravom, a poslije je grad postao njegov posjed. 1790. je izgrađen Oxfordski kanal koji je grad povezivao s Coventryem. 1796. je kanal produžen do rijeke Temze, što je gradu donijelo dobit. 1840-ih je izgrađena željeznica kojom je grad bio povezan s Londonom. U 19. st. je u gradu izbio pokret u anglikanskoj crkvi koji je ostavio trag u gradu. 1893. Henry Hare je izgradio gradsku vijećnicu u kojoj je kasnije zasjedala lokalna samouprava.
Početkom 20 st. grad je doživio brz rast stanovništva i razvoj industrije. 1910. William Morris je osnovao auto tvornicu Morris Motor koja je 1952. 1954. zatvorena. je student Roger Bannister osnovao Iffley Road.  1970-ih je osnovan BMW Mini, te izgrađen most Magdalen. 1990ih je izgrađen Oxford Business Park. 1991. je osnovan Oxford Brookes University.

## Zemljopis
Grad se nalazi na jugu otoka Velika Britanija u blizini Londona. Grad nije izložen potresima jer se nalazi na stabilnoj Zemljinoj kori. S Londonom je povezan željeznicom A4130 koja je jedna od najpoznatijih željeznica u Ujedinjenom Kraljevstvu. U blizini je grad Reading koji je autoputom povezan s Oxfordom. Blizu grada teče rijeka Temza koja je najpoznatija rijeka u Ujedinjenom Kraljevstvu. Klima je umjerena. Zbog blizine Atlantika ima mnogo padalina i česte su promjene vremena. Male su godišnje razlike temperature. Grad često posjećuju turisti zbog poznatog sveučilišta s brojnim znamenitostima.

## Znamenitosti
- Najveća i najpoznatija znamenitost je Sveučilište Oxford s brojnim građevinama u tradicionalnom engleskom stilu gradnje
- Turisti često razgledavaju centar grada zbog specifičnog stila gradnje
- Poznata je katedrala Kristove Crkve
- Značajna građevina unutar sveučilišta je knjižnica Radcliffe Camera
- Također je zanimljiv toranj Carfax na glavnom trgu (smatra se centorm grada)
- Također je poznat muzej Ashmolean (najstariji i jedan od najpoznatijih sveučilišnih muzeja)

## Poznati stanovnici
Danas
- Jeremy Clarkson (novinar i TV voditelj)
- Sir Richard Branson (poduzetnik)
- Rowan Atkinson (glumac)
- Martin Keown (nogometaš)
- Tim Henman (tenisač)
- Thom York (glazbenik)
- Martin Halstead (poduzetnik)
- Ron Atkinson (nogometni stručnjak)
- Sir Roger Bannister
- Raymond Blanc (poznati chef)
- Colin Dexter (pisac)
- Robin Gibb (glazbenik)
- Dermot Gallagher (nogometna zvijezda)
- Dr Evan Harris (političar)
- Robin Herd (političar)
- Lord Douglas Hurd (političar)
- Michael Heseltine (političar)
- Jeremy Irons (glumac)
- Eddie Jordan (motosport)
- Vojvoda od Kenta
- Marta Lane-Fox (poduzetnik)
- Jeremy Paxman (producent)
- Emma Watson (glumica)

U prošlosti
- C. S. Lewis (pisac)
- Lewis Carroll (pisac)
- J.R.R. Tolkien (pisac)
- Alfred Veliki kralj Engleske
- Ronnie Barker (komičar)
- Agatha Christie (spisateljica)
- Sir Winston Churchill (političar)
- Thomas Cranmer (biskup)